# Never Be the Same Tour
Never Be the Same Tour est la première tournée de concerts de la chanteuse et compositrice cubano-américaine Camila Cabello. La tournée a pour but de promouvoir son premier album solo, Camila.

## Déroulement
Cette tournée débute le 9 avril 2018 à Vancouver, au Canada et prend fin le 23 octobre 2018 à San Juan au Porto Rico,.
La tournée connaît un véritable succès car chaque date prévue était complète. Camila Cabello a réalisé plus de 39 dates au total dont 10 en Amérique latine, 21 en Amérique du Nord et 8 en Europe.
Le 14 février 2018, comme cadeau de la Saint-Valentin, Camila Cabello a publié l'affiche officielle de la tournée où les 20 premières dates de la tournée ont été dévoilées: 16 en Amérique du Nord et 4 en Europe. D'autres dates sont dévoilées pour la tournée européenne et latino-américaine, dont une date à Los Angeles pour le 15 avril à cause de la forte demande.
Entre le 14 et le 28 février, deux dates ont été ajoutées à Buenos Aires et à Santiago, qui font partie du Lollapalooza. Le 28 février 2018, de nouvelles dates ont été ajoutées à Berlin, Paris, Barcelone, Madrid et les ventes ont eu lieu le 2 mars 2018. Les billets ont été vendus jusqu'au 16 mars 2018.
Le 13 mars 2018, Bazzi a été annoncé comme étant l'invité spécial de la tournée pour les dates en Amérique du Nord (sauf les dates du 18 avril 2018 à Denver et du 21 avril 2018 à Milwaukee).
Le 2 juin, il a été annoncé que la première partie de la phase européenne serait le groupe néo-zélandais Drax Project. Le 6 juin, les trois premières dates de concerts en Amérique latine ont été annoncées. Elles auront lieu en septembre à Mexico, Guadalajara et Monterrey. D'autres dates seront ensuite annoncée au Brésil, au Chili, au Porto Rico et en Argentine,.
Cette tournée passe dans des nombreux festivals comme : KISS FM, Hot Summer Fun, au festival d'été au Québec, Z festival, RedfestDXB 2019, le 15 février 2019, et du Houston Livestock Show et du Rodeo, le 5 mars,,.

## Représentations
| Date              | Ville            | Pays             | Salle                                 | Réf. |
| Amérique du Nord  | Amérique du Nord | Amérique du Nord | Amérique du Nord                      |      |
| ----------------- | ---------------- | ---------------- | ------------------------------------- | ---- |
| 9 avril 2018      | Vancouver        | Canada           | Orpheum Theatre                       | ,.   |
| 10 avril 2018     | Seattle          | États-Unis       | Paramount Theatre                     | ,.   |
| 11 avril 2018     | Portland         | États-Unis       | Arlene Schnitzer Concert Hall         | ,.   |
| 13 avril 2018     | Oakland          | États-Unis       | Fox Oakland Theatre                   | ,.   |
| 14 avril 2018     | Los Angeles      | États-Unis       | Hollywood Palladium                   | ,.   |
| 15 avril 2018     | Los Angeles      | États-Unis       | Hollywood Palladium                   | ,.   |
| 18 avril 2018     | Denver           | États-Unis       | Paramount Theatre                     | ,.   |
| 20 avril 2018     | Minneapolis      | États-Unis       | State Theatre                         | ,.   |
| 21 avril 2018     | Milwaukee        | États-Unis       | Riverside Theater                     | ,.   |
| 22 avril 2018     | Chicago          | États-Unis       | Riviera Theatre                       | ,.   |
| 24 avril 2018     | Saint-Louis      | États-Unis       | The Pageant                           | ,.   |
| 25 avril 2018     | Détroit          | États-Unis       | The Fillmore Detroit                  | ,.   |
| 27 avril 2018     | Toronto          | Canada           | Centre Sony pour les arts de la scène | ,.   |
| 28 avril 2018     | Montréal         | Canada           | M Telus                               | ,.   |
| 29 avril 2018     | Boston           | États-Unis       | Orpheum Theatre                       | ,.   |
| 1er mai 2018      | Philadelphie     | États-Unis       | The Fillmore Philadelphia             | ,.   |
| 4 mai 2018        | New York         | États-Unis       | Terminal 5                            | ,.   |
| Europe            |                  |                  |                                       |      |
| 27 mai 2018       | Swansea          | Royaume-Uni      | Singleton Park                        | .    |
| 5 juin 2018       | Glasgow          | Royaume-Uni      | O2 Academy Glasgow                    | .    |
| 6 juin 2018       | Birmingham       | Royaume-Uni      | O2 Academy Birmingham                 | .    |
| 9 juin 2018       | Londres          | Royaume-Uni      | Estadio de Wembley                    | .    |
| 12 juin 2018      | Londres          | Royaume-Uni      | O2 Bixton Academy                     | .    |
| 13 juin 2018      | Amsterdam        | Pays-Bas         | AFAS Live                             | .    |
| 18 juin 2018      | Berlin           | Allemagne        | Tempodrom                             | .    |
| 20 juin 2018      | Paris            | France           | Salle Pleyel                          | .    |
| 24 de juin 2018   | Newport          | Angleterre       | Seaclose Park                         | .    |
| 26 de juin 2018   | Barcelone        | Espagne          | Sant Jordi Club                       | .    |
| 27 juin 2018      | Madrid           | Espagne          | WiZink Center                         | .    |
| Amérique du Nord  |                  |                  |                                       |      |
| 8 juillet 2018    | Québec           | Canada           | Plaines d'Abraham                     | ,.   |
| 30 juillet 2018   | Atlantic City    | États-Unis       | Borgata Events Center                 | ,.   |
| 31 juillet 2018   | Uncasville       | États-Unis       | Mohegan Sun Arena                     | ,.   |
| 2 août 2018       | Chicago          | États-Unis       | Grant Park                            | ,.   |
| 24 septembre 2018 | Mexico           | Mexique          | Palacio de los Deportes               | ,.   |
| 25 septembre 2018 | Guadalajara      | Mexique          | Auditorio Telmex                      | ,.   |
| 27 septembre 2018 | Monterrey        | Mexique          | Auditorio Citibanamex                 | ,.   |
| 7 octobre 2018    | Austin           | États-Unis       | Zilker Park                           | ,.   |
| Amérique du Sud   |                  |                  |                                       |      |
| 11 octobre 2018   | Porto Alegre     | Brésil           | Pepsi on Stage                        | ,.   |
| 13 octobre 2018   | Uberlândia       | Brésil           | Arena Sabiazinho                      | ,.   |
| 14 octobre 2018   | São Paulo        | Brésil           | Allianz Parque                        | ,.   |
| 16 octobre 2018   | Curitiba         | Brésil           | Pedreira Paulo Leminski               | ,.   |
| 18 octobre 2018   | Santiago         | Chili            | Movistar Arena                        | ,.   |
| 20 octobre 2018   | Buenos Aires     | Argentine        | DirecTV Arena                         | ,.   |
| Amérique centrale |                  |                  |                                       |      |
| 23 octobre 2018   | San Juan         | Porto Rico       | Coliseo de Puerto Rico                | .    |

## Chansons
Dans la majorité de ses dates, Camila performe 16 chanons dont quelques covers.
1. Never Be the Same
2. She Loves Control
3. Inside Out
4. Bad Things
5. Can't Help Falling in Love (cover)
6. Consequences
7. All These Years
8. Something's Gotta Give
9. Scar Tissue
10. In the Dark
11. Real Friends
12. Know No Better
13. Crown (cover)
14. Into It
15. Sangria Wine
16. Havana

## Premières parties et invités spéciaux

### Premières parties
- Amérique du Nord : Bazzi et Alec Benjamin[3],[16].
- Europe : Drax Project[17].
- Amérique centrale : Mau y Ricky et Raquel Sofía[13],[18].
- Amérique du Sud : Lali et Denise Rosenthal[14],[19].

### Invités spéciaux
- À São Paulo : Anitta[20].
- À Londres : Anne-Marie[21].
- À Madrid : David Bisbal[22].
- À Los Angeles : Pharell Williams[23].